# 大森ワークス
大森ワークス（おおもりワークス）は、1960年から1970年代の日産自動車のワークス・チームのうち、当時東京都品川区南大井にあった日産の宣伝部第4課配下のチーム、また同チームと契約を結んでいたドライバーのことを指す。
事業所の所在地は品川区であったが大田区境に近く、最寄駅も京浜急行電鉄の大森海岸駅であったため大森ワークスもしくは大森分室と呼ばれていた。現在の「ニッサン・モータースポーツ・インターナショナル（NISMO：ニスモ）」の前身である。

## 概要
大森ワークスは、日産のもう一つのワークスである追浜ワークスが主にプロトタイプカーの開発を担当し、日産社内においても主力（一軍）扱いだったのに対し、大森ワークスでは主にツーリングカーの開発を担当したため、社内でも二軍として扱われていた。
当初は東京都港区三田の日産宣伝部の中にワークスチームが存在していたが、後に品川区南大井へと分離した。非常に初期の一時期（1964年前後）には、城北ライダースの作業場に日産の新車が送られ、契約ドライバーが自らマシン製作（車両の改造）を行っていた。その後（1965年以降）は港区三田の日産社内でマシン製作が行われるようになったが、しばらくは契約ドライバーと日産社員メカニックが協力しながら作業を行っていた。大森に移転して数年後から、契約ドライバーにマシン製作を行わせることはなくなった。
大森ワークスの契約ドライバーは主に、一般市販車をベースにレース用に改造したマシン（ツーリングカーやGTカー）でレースに出場した。レースや走行テストのない日は大森（当初は三田）の「モータースポーツ相談室」の相談員として、交代でアマチュアドライバー達からの相談を受け付けたりレース用パーツの販売を行ったりもした。
華やかに語られることが多い追浜ワークスに比べて大森ワークスには地味な印象があり「二軍」呼ばわりされる一方、鈴木誠一に代表されるような「乗るだけではなくマシン作りができる」ドライバーが在籍していたことも事実で、日本のモータースポーツ発展を支えた優秀な人材を輩出しているという面もある。
1970年に日本グランプリの開催が中止されたのを機に追浜ワークスがツーリングカーの活動も行うようになると、大森ワークスの活動は縮小され、オイルショック後の1974年に日産がツーリングカーレースへの参戦を中止すると契約ドライバーは次々と独立した。ただその後も大森ワークスではレース用パーツの開発・供給が細々と続けられ、後のNISMO設立へとつながっていった。現在、本社跡地は売却されマンションになっている。

## 主な所属ドライバー
- 鈴木誠一 - 1964年、2輪モトクロスチームである城北ライダース（スズキ系）に在籍しながら、日産ワークスにスポット加入して第2回日本グランプリに出場[4]。1965年に日産宣伝部と正式に契約し[5]、リーダー的存在になる[6]。1968年以降は、東名自動車[7]と掛け持ちでレースに出場。1974年6月の富士GCで事故死。
- 津々見友彦 - 1964年に日産ワークスと契約し第2回日本グランプリなどに出場。1965年も引き続き日産宣伝部ワークスドライバーとして活躍したが、1966年にトヨタワークスに移籍している。1963年の第1回日本グランプリにもプライベート出場しており、4輪レース歴はリーダーの鈴木誠一よりも上。城北ライダース作業場での4輪マシン製作も経験している。
- 黒澤元治 - 1965年加入。それ以前は2輪モトクロスのライダーであり、加入後2年ほどは城北ライダースに加わってモトクロスにも参戦[8]。1968年に追浜ワークスに昇格。
- 都平健二 - 1965年加入。それ以前は城北ライダース所属のライダーであり、加入後2年ほどはモトクロスにも参戦。1969年に追浜ワークスに昇格。
- 長谷見昌弘 - 1965年加入。黒澤元治と同様の経緯で、加入後2年ほどはモトクロスにも参戦。1967年まで在籍したが、1968年と1969年はプライベーターのタキレーシングで活動。1970年に追浜ワークスに復帰。
- 寺西孝利 - 1968年に加入。チームの中では鈴木誠一と並んでリーダー的存在だった。1978年に引退。
- 須田祐弘 - 1968年ごろから正式に加入。1974年まで主にストックカーレースに参戦。PMC・S事務局長との掛け持ちだった。1974年正式引退。
- 田村三夫 - 元2輪ライダー。1968年にトヨタから移籍。1974年まで主にストックカーレースに参戦。
- 歳森康師 - 元モトクロスライダーで、1969年にスカウトされる。1974年まで所属。1975年1月に目を負傷し引退。
- 星野一義 - 歳森康師と同僚（やや後輩）の元モトクロスライダーで、1969年のテストで合格し加入。以後組織変更で大森ワークスからNISMOに変わった後も所属。
- 本橋明泰 - 元ヤマハ発動機所属の2輪世界GPライダー。1969年、星野とともにテストに合格し加入。スカイラインGT-R通算54勝（うち49連勝）のうち1勝している。ヤマハがワークス活動を再開したのに合わせ、4輪レースは離れ2輪に復帰。
- 辻本征一郎 - 加入年不明。主にツーリングカーで活動。現在ニッサンレーシングスクール校長。